# Perfume de violetas, nadie te oye
Perfume de violetas, nadie te oye é um filme de drama mexicano de 2001 dirigido e escrito por Marisa Sistach. Foi selecionado como representante do México à edição do Oscar 2002, organizada pela Academia de Artes e Ciências Cinematográficas.

## Elenco
- Ximena Ayala - Yessica
- Nancy Gutiérrez - Miriam
- Arcelia Ramírez - Alicia
- María Rojo - mãe de Yessica
- Luis Fernando Peña - Jorge
- Gabino Rodríguez - Héctor
- Pablo Delgado - Juan